# Следж (Міссісіпі)
Следж (англ. Sledge) — місто (англ. town) в США, в окрузі Квітмен штату Міссісіпі. Населення — 368 осіб (2020).

## Географія
Следж розташований за координатами 34°25′58″ пн. ш. 90°13′17″ зх. д. / 34.43278° пн. ш. 90.22139° зх. д. (34.432690, -90.221299).  За даними Бюро перепису населення США в 2010 році місто мало площу 1,35 км², уся площа — суходіл.

## Демографія
Згідно з переписом 2010 року, у місті мешкало 545 осіб у 181 домогосподарстві у складі 133 родин. Густота населення становила 405 осіб/км².  Було 197 помешкань (146/км²).
Расовий склад населення:
| - 89,2 % — чорних або афроамериканців - 10,1 % — білих |

До двох чи більше рас належало 0,7 %. Частка іспаномовних становила 0,0 % від усіх жителів.
За віковим діапазоном населення розподілялося таким чином: 29,5 % — особи молодші 18 років, 62,6 % — особи у віці 18—64 років, 7,9 % — особи у віці 65 років та старші. Медіана віку мешканця становила 31,9 року. На 100 осіб жіночої статі у місті припадало 91,2 чоловіків;  на 100 жінок у віці від 18 років та старших — 74,5 чоловіків також старших 18 років.
Середній дохід на одне домашнє господарство  становив 33 489 доларів США (медіана — 29 318), а середній дохід на одну сім'ю — 39 109 доларів (медіана — 35 568). За межею бідності перебувало 26,3 % осіб, у тому числі 25,0 % дітей у віці до 18 років та 33,3 % осіб у віці 65 років та старших.
Цивільне працевлаштоване населення становило 178 осіб. Основні галузі зайнятості: мистецтво, розваги та відпочинок — 30,3 %, освіта, охорона здоров'я та соціальна допомога — 19,1 %, оптова торгівля — 12,9 %, публічна адміністрація — 9,0 %.